# Джесси Дубай
Джесси Дубай (англ. Jessy Dubai, род. 12 ноября 1989 года) — американская транссексуальная порноактриса мексиканского происхождения.

## Биография
Родилась в Мексике в ноябре 1989 года. Имеет мексиканское и колумбийскиое происхождение. В очень раннем возрасте мигрирует вместе с семьёй в США, где впоследствии начинает процесс гормонализации.
Дебютирует в порноиндустрии в ноябре 2013 года с фильмом TS Seduction. На сегодняшний день успела поработать с различными студиями, такими как Devil's Film, Evil Angel, Kink и Trans500.
В 2016 году получает премию XBIZ Award в номинации «транссексуальный исполнитель года».
На сегодняшний день снялась более чем в 60 фильмах.

## Награды и номинации
| Год  | Церемония                       | Результат | Номинация                                            | Работа                                    |
| ---- | ------------------------------- | --------- | ---------------------------------------------------- | ----------------------------------------- |
| 2014 | Nightmoves                      | Номинация | Лучшая транссексуальная актриса                      | -                                         |
| 2014 | Nightmoves Fan Awards           | Номинация | Лучшая транссексуальная актриса                      | -                                         |
| 2015 | AVN Awards                      | Номинация | Транссексуальный исполнитель года                    | -                                         |
| 2015 | AVN Awards                      | Номинация | Лучшая транссексуальная сцена                        | Tranny Chaser 2: Confessions Of A Poolboy |
| 2015 | Nightmoves                      | Номинация | Лучшая транссексуальная актриса                      | -                                         |
| 2015 | Nightmoves Fan Awards           | Победа    | Лучшая транссексуальная актриса                      | -                                         |
| 2015 | Transgender Erotica Awards Show | Номинация | Лучший хардкор-исполнитель                           | -                                         |
| 2015 | Transgender Erotica Awards Show | Номинация | Лучшая сцена секса                                   | Tranny Chaser 2: Confessions Of A Poolboy |
| 2015 | XBIZ Awards                     | Номинация | Транссексуальный исполнитель года                    | -                                         |
| 2016 | AVN Awards                      | Номинация | Премия фанатов: лучшая транссексуальная актриса      | -                                         |
| 2016 | AVN Awards                      | Номинация | Транссексуальный исполнитель года                    | -                                         |
| 2016 | AVN Awards                      | Номинация | Лучшая транссексуальная сцена                        | Transsexual Gang Bangers 18               |
| 2016 | Nightmoves                      | Номинация | Лучший транссексуальный исполнитель                  | -                                         |
| 2016 | Nightmoves Fan Awards           | Номинация | Лучший транссексуальный исполнитель                  | -                                         |
| 2016 | XBIZ Awards                     | Победа    | Транссексуальный исполнитель года                    | -                                         |
| 2017 | AVN Awards                      | Номинация | Транссексуальный исполнитель года                    | -                                         |
| 2017 | AVN Awards                      | Номинация | Премия фанатов: любимый транссексуальный исполнитель | -                                         |
| 2017 | Transgender Erotica Awards      | Номинация | Лучший хардкор-исполнитель                           | -                                         |
| 2017 | Transgender Erotica Awards      | Номинация | Лучшая сцена                                         | Transsensual                              |
| 2017 | Transgender Erotica Awards      | Номинация | Лучшая транссексуальная сцена                        | EddieWood.xxx                             |
| 2017 | XBIZ Awards                     | Номинация | Транссексуальный исполнитель года                    | -                                         |
| 2018 | AVN Awards                      | Номинация | Премия фанатов: лучший транссексуальный исполнитель  | -                                         |